# NGC 1517
NGC 1517 (другие обозначения — UGC 2970, ZWG 418.13, IRAS04064+0831, PGC 14564) — спиральная галактика (Sc) в созвездии Телец. Открыта Эдуардом Стефаном в 1884 году. Описание Дрейера: «очень тусклый, очень маленький объект круглой формы, пёстрый, но детали неразличимы, к юго-востоку расположена звезда 9-й или 10-й величины». Галактика удаляется от Млечного Пути со скоростью 3485 км/с и расположена на расстоянии около 160 миллионов световых лет. Её диаметр составляет 40 тысяч световых лет.